# Canton d'Auch-Sud-Ouest
Le canton d'Auch-Sud-Ouest est une ancienne division administrative française située dans le département du Gers et la région Midi-Pyrénées.

## Géographie
Ce canton était organisé autour d'Auch dans l'arrondissement d'Auch. Son altitude variait de 115 m (Auch) à 283 m (Barran) pour une altitude moyenne de 174 m.

## Composition
Le canton d'Auch-Sud-Ouest regroupait huit communes et comptait 10 155 habitants (population municipale) au 1er janvier 2012.
| Communes             | Population (2012) | Code postal | Code Insee |
| -------------------- | ----------------- | ----------- | ---------- |
| Auch                 | 21 838 (1)        | 32000       | 32013      |
| Barran               | 671               | 32350       | 32029      |
| Le Brouilh-Monbert   | 212               | 32350       | 32065      |
| Durban               | 162               | 32260       | 32118      |
| Lasséran             | 256               | 32550       | 32200      |
| Lasseube-Propre      | 237               | 32550       | 32201      |
| Pavie                | 2 222             | 32550       | 32307      |
| Saint-Jean-le-Comtal | 348               | 32550       | 32381      |

(1) fraction de commune, Auch quartiers sud-ouest.

## Histoire
Canton créé par le décret du 2 août 1973, en divisant le canton d'Auch-sud qui disparaît. 

## Représentation

### Conseillers généraux de l'ancien canton d'Auch-Sud (1833 à  1973)
| Période                                  | Période          | Identité                                          | Étiquette                | Qualité |
| ---------------------------------------- | ---------------- | ------------------------------------------------- | ------------------------ | --- |
| 1833                                     | 1848             | Jean-Baptiste Joseph Marie Laporte (1778-1854)    |                          | Président du Tribunal civil d'Auch                                                                                  |
| 1848                                     | 1861             | Vicomte Louis Paul Ferdinand de Luppé (1789-1863) | Légitimiste              | Général, maire de Pavie                                                                                             |
| 1861                                     | 1870             | Raymond Aylies                                    | Bonapartiste             | Conseiller à la Cour de cassation Propriétaire du château de Nux Ancien conseiller général du Canton de Mauvezin    |
| 1870                                     | 1878 (démission) | Jean David (1832-1885)                            | Républicain              | Avocat Maire d'Auch                                                                                                 |
| 1878                                     | 1880 (démission) | Louis Gage (1835-1889)                            | Républicain              | Adjoint au maire d'Auch Nommé Trésorier payeur général du Gers en 1880                                              |
| 1880                                     | 1886             | Edmond Sancet                                     | Républicain              | Avocat à Auch |
| 1886                                     | 1892             | Eugène de Ferrabouc (1856-1904)                   | Républicain              | Chef de cabinet du Président du Conseil des Ministres Charles de Freycinet Nommé Consul de France au Pirée (Grèce)  |
| 1892                                     | 1910             | Frédéric Sancet                                   | Rad.                     | Médecin, propriétaire-éleveur Sénateur (1906-1920) Président du Conseil Général (1900-1906) Adjoint au Maire d'Auch |
| 1910                                     | 1928 (décès)     | Aristide Samalens                                 | RG                       | Docteur en médecine, maire d'Auch (1909-1928) Député (1910-1914)                                                    |
| mai 1928                                 | octobre 1928     | Jean-Joseph Cambours                              | SFIO                     | Instituteur puis directeur d'école retraité, Auch                                                                   |
| octobre 1928                             | 1931             | Philippe Bergès                                   | Rad.ind.                 | Maire de Barran |
| 1931                                     | 1934             | Adrien Nux                                        | Rad.                     | Avocat Maire d'Auch (1928-1940)                                                                                     |
| 1934                                     | 1937 (décès)     | Albert Espiau                                     | Rép.ind. Radical agraire | Instituteur en retraite à Boucagnères                                                                               |
| 1937                                     | 1940             | Gontran Demandes (1890-1957)                      | Rad.                     | Médecin, maire de Barran (1930-?) Nommé conseiller départemental en 1943                                            |
|                                          |                  |                                                   |                          | |
| 1945                                     | 1957 (décès)     | Gontran Demandes                                  | Rad.                     | Médecin, maire de Barran                                                                                            |
| 1957                                     | 1973             | René Rozès (1916-2006)                            | Rad.                     | Médecin à Auch |
| Les données manquantes sont à compléter. |                  |                                                   |                          | |

### Conseillers d'arrondissement du canton d'Auch-Sud (de 1833 à 1940)
Le canton d'Auch Sud avait deux conseillers d'arrondissement.
| Période                                  | Période      | Identité                                       | Étiquette   | Qualité |
| ---------------------------------------- | ------------ | ---------------------------------------------- | ----------- | --- |
| 1833                                     | 1840 (décès) | Louis François Guillaume de Cazaux (1785-1840) |             | Chef de bataillon, major du 8ème régiment d'artillerie à pied, directeur de l'arsenal de Toulouse, négociant, maire de Lasseube           |
| 1833                                     | 1839         | Henri Druilhet                                 |             | Négociant, maire d'Auch (1832-1843) |
|                                          |              |                                                |             | |
| 1871                                     | 1901         | Isidore Sémont (1836-1903)                     | Républicain | Maire de Saint-Jean-le-Comtal puis de Barran, Président du Conseil d'arrondissement                                                       |
| 1889                                     | 1900 (décès) | M. Baron                                       | Républicain | |
| 1901                                     |              | M. Boubée                                      | Radical     | |
| 1901                                     | 19           | Célestin Bergès                                | Radical     | Négociant, maire de Barran |
| 1907                                     | 1940         | Joseph Saint-Arroman                           | Radical     | Président du Tribunal de commerce Président du Conseil d'arrondissement, conseiller municipal d'Auch Révoqué par le Gouvernement de Vichy |
| 1925                                     | 1937         | Gontran Demandes                               | Radical     | Médecin, maire de Barran |
| 1937                                     | 1940         | M. Debats                                      | Radical     | Propriétaire à Boucagnères |
| 1940                                     |              |                                                |             | Les conseils d'arrondissement ont été suspendus par la loi du 12 octobre 1940 et n'ont jamais été réactivés                               |
| Les données manquantes sont à compléter. |              |                                                |             | |

### Conseillers généraux du canton d'Auch-Sud-Ouest (1973 à 2015
| Période | Période          | Identité                    | Étiquette | Qualité                                                                     |
| ------- | ---------------- | --------------------------- | --------- | --------------------------------------------------------------------------- |
| 1973    | 1976             | René Rozès                  | Rad.      | Médecin à Auch                                                              |
| 1976    | 1982             | Maurice Marsol (1917-2000)  | PS        | Instituteur, responsable syndical Maire de Pavie (1977-1989)                |
| 1982    | 2008             | Claude Bétaille (1939-2025) | PS        | Cadre à la MSA Maire d'Auch (2001-2008)                                     |
| 2008    | 2013 (démission) | Franck Montaugé             | PS        | Ingénieur Maire d'Auch (2008-2017) Député (2013-2014), Sénateur depuis 2014 |
| 2013    | 2015             | Chantal Dejean-Dupèbe       | PS        | Chef d'entreprise Adjointe au Maire d'Auch                                  |

## Démographie
| 1975 | 1982 | 1990   | 1999   | 2006   | 2011   | 2012   |
| ---- | ---- | ------ | ------ | ------ | ------ | ------ |
| -    | -    | 10 905 | 10 797 | 10 302 | 10 208 | 10 155 |